# Nguyễn Hồng Lĩnh
Nguyễn Hồng Lĩnh (sinh ngày 27 tháng 8 năm 1964 tại xã Phước Đông, huyện Cần Đước, tỉnh Long An) là một chính trị gia người Việt Nam. Ông hiện là Ủy viên Ban Chấp hành Trung ương Đảng khóa XIII, Phó Chủ nhiệm Ủy ban Kiểm tra Trung ương.
Ông từng là Bí thư Tỉnh ủy Đồng Nai, Phó Trưởng ban Dân vận Trung ương, Bí thư Tỉnh ủy Bà Rịa - Vũng Tàu, Chủ tịch HĐND tỉnh Bà Rịa - Vũng Tàu.

## Xuất thân và giáo dục
Nguyễn Hồng Lĩnh sinh ngày 27 tháng 8 năm 1964 quê quán ở xã Phước Đông, huyện Cần Đước, tỉnh Long An. Ông có bằng cử nhân kinh tế, Cử nhân lý luận chính trị. Ông hiện cư trú ở số 05, đường Ngô Văn Huyền, phường 2, thành phố Vũng Tàu, tỉnh Bà Rịa – Vũng Tàu. Nguyễn Hồng Lĩnh vào Đảng Cộng sản Việt Nam năm 1986.

## Sự nghiệp chính trị

### Bà Rịa - Vũng Tàu
Nguyễn Hồng Lĩnh xuất thân từ phong trào Đoàn và thanh thiếu nhi của Đặc khu Vũng Tàu - Côn Đảo. Ông có thời gian dài công tác ở đặc khu kể trên, từ năm 1983 đến năm 1991, chức vụ cao nhất là Trưởng ban Tư tưởng - Văn hoá của Đoàn thanh niên đặc khu này. Sau đó, từ 1991 đến 2004, ông lần lượt kinh qua các chức vụ như Bí thư Thành Đoàn Vũng Tàu, Chủ tịch Hội Liên hiệp Thanh niên tỉnh Bà Rịa – Vũng Tàu rồi Bí thư Tỉnh đoàn, Tỉnh ủy viên, Đại biểu HĐND tỉnh, Ủy viên Ban Chấp hành Trung ương Đoàn. Ông cũng được bầu là Đại biểu Quốc hội khóa XI.
Năm 2004, Nguyễn Hồng Lĩnh được điều động giữ chức Bí thư Huyện ủy Long Điền. Đến tháng 4 năm 2006, tại Đại hội Đảng Cộng sản Việt Nam X, ông được bầu làm Ủy viên dự khuyết Ban Chấp hành Trung ương Đảng khóa X khi mới 42 tuổi. Sau đó ông được giao vai trò Ủy viên Ban Thường vụ Tỉnh ủy, Trưởng ban Dân vận Tỉnh ủy, Đại biểu Quốc hội khóa XII tỉnh Bà Rịa - Vũng Tàu rồi Phó Bí thư Tỉnh ủy Bà Rịa - Vũng Tàu.
Vào năm Đại hội Đảng Cộng sản Việt Nam XI, ông tiếp tục được bầu làm Ủy viên dự khuyết Ban Chấp hành Trung ương Đảng khóa XI. Trong năm này ông được bầu làm Bí thư Đảng Đoàn HĐND tỉnh, Chủ tịch HĐND tỉnh khóa V nhiệm kỳ 2011-2016. Năm 2015, ông được bổ nhiệm giữ vị trí Phó Bí thư Thường trực Tỉnh ủy.
Năm 2016, tại Đại hội Đảng Cộng sản Việt Nam XII, ông được bầu làm Ủy viên Ban Chấp hành Trung ương Đảng khóa XII. Sau đó ông trở thành Bí thư Tỉnh ủy Bà Rịa - Vũng Tàu, Chủ tịch HĐND tỉnh nhiệm kỳ 2016-2021, Bí thư Đảng ủy Quân sự tỉnh.

### Ban Dân vận Trung ương
Ngày 30 tháng 7 năm 2020, ông nhận Quyết định của Bộ Chính trị điều động làm Phó Trưởng ban Dân vận Trung ương. Ngày 4 tháng 6 năm 2021, ông được bổ nhiệm làm Ủy viên Hội đồng Thi đua - Khen thưởng Trung ương.

### Tỉnh ủy Đồng Nai
Ngày 7 tháng 8 năm 2021, ông được Bộ Chính trị điều động tham gia Ban Chấp hành, Ban Thường vụ và giữ chức Bí thư Tỉnh ủy Đồng Nai.

### Ủy ban Kiểm tra Trung ương
Ngày 24 tháng 1 năm 2025, ông được Trung ương Đảng điều động giữ chức Ủy viên Ủy ban Kiểm tra Trung ương. Kế nhiệm ông trong vai trò Bí thư Đồng Nai là Vũ Hồng Văn.
Ngày 12 tháng 2 năm 2025, Bộ Chính trị quyết định chuẩn y giữ chức Phó Chủ nhiệm Ủy ban Kiểm tra Trung ương khóa XIII, nhiệm kỳ 2021 - 2026 đối với ông.